# فوتبال در ژاپن
فوتبال در کنار بیسبال، گلف، سومو و ورزش‌های رزمی از ورزش‌های پرهوادار در ژاپن است. سازمان کشوری فوتبال، فدراسیون فوتبال ژاپن، لیگ حرفه‌ای فوتبال، جی.لیگ که از دیدگاه بسیاری موفق‌ترین لیگ فوتبال در آسیا است را اداره می‌کند.